# Vorotinyeci járás

A Vorotinyeci járás a Nyizsnyij Novgorod-i területen

A Vorotinyeci járás (oroszul Воротынский район) Oroszország egyik járása a Nyizsnyij Novgorod-i területen. Székhelye Vorotinyec.

## Népesség
- 1989-ben 26 230 lakosa volt.
- 2002-ben 21 844 lakosa volt, melynek 92,7%-a orosz, 4,6%-a csuvas.
- 2010-ben 19 411 lakosa volt, melynek 92,7%-a orosz, 4,7%-a csuvas.